# Феодалізм
Феодалі́зм (також февдалізм) — панівна за середньовіччя в Західній і частково в Центральній та Східній Європі суспільно-економічна система. Феодальний лад — це лад, коли землевласник дає залежним селянам землю в обмін на їхню працю.
За «класичну добу феодалізму» загалом вважають Х—ХІІІ ст. Провідні дослідники феодалізму розрізняють два феодальні періоди: перший — з ІХ по середину ХІ ст., коли — переважали дрібні, суто станові угоди між полководцями та селянами, і «другий феодальний період» — з середини ХІ по середину ХІІІ ст., коли стався розквіт феодальної культури і сформувалася спадкова аристократія.
Політична система європейських країн у Середньовіччі будувалася за принципом васалітету — надання військовій знаті землі в обмін на службу. Центром феодальної ієрархії був король, який у Середньовіччі був передусім полководцем. З 9-го по 14-е століття найважливішою складовою війська були кінні лицарі. Спорядження лицаря, проте, вимагало чималих коштів. Король віддавав землю, відому під назвою феод або лен найвищому прошарку знаті, отримуючи від них лицарів. Ця найвища знать була васалами короля. Найвища знать і собі роздавала землю лицарям, які здавали її в оренду селянам. Король був сюзереном щодо своїх васалів, королівські васали були сюзеренами щодо своїх лицарів.
Васали присягали на вірність своїм сюзеренам, проте діяло правило безпосереднього підпорядкування «васал мого васала — не мій васал».
Головними елементами феодальної системи були важка кавалерія, васальна залежність, роздача ленів, імунітет, приватні замки і лицарство.

## Характеристика
Марк Блок, видатний французький історик і співзасновник школи «Анналів», у своїй праці "Феодальне суспільство" детально аналізує період високого феодалізму, який охоплює X-XIII століття. Цей період характеризується складними соціальними, політичними та економічними структурами, що визначали життя середньовічної Європи. Характеристика високого феодалізму за Марком Блоком розкриває складну і багатогранну систему феодального суспільства середньовічної Європи. Це суспільство було побудоване на взаємозв'язках між різними соціальними групами, кожна з яких мала свої права та обов'язки. Політична децентралізація, економічна система, заснована на землеволодінні, та складна соціальна ієрархія – усе це разом створювало унікальну структуру, яка визначала життя середньовічної Європи.
Один з ключових аспектів високого феодалізму – це децентралізація влади. Блок зазначає, що центральна влада була слабкою, а реальна сила зосереджувалася в руках місцевих феодалів, які володіли значними територіями. Ці феодали мали майже повну автономію у своїх володіннях і часто діяли незалежно від королівської влади.
Цитата: "Феодальна система була, по суті, системою політичної децентралізації. Король мав лише номінальну владу, тоді як реальне управління здійснювали місцеві феодали" (Блок, "Феодальне суспільство").
Феодальна система базувалася на складних взаємовідносинах між васалами і сюзеренами (феодальними лордами). Ці відносини були оформлені через васальну присягу, що зобов'язувала васала надавати військову службу та інші форми підтримки своєму сюзерену в обмін на захист і надання землі. 
Блок пише: "Феодальні відносини були симбіозом обов'язків і привілеїв. Васал обіцяв вірність своєму сюзерену, а натомість отримував землю і захист" (Блок, "Феодальне суспільство").
Феодальна ієрархія була складною системою, в якій кожен рівень суспільства мав свої права та обов'язки. На вершині цієї піраміди стояв король, під ним – великі феодали, такі як герцоги та графи, далі – дрібніші феодали, лицарі та, внизу – селяни. Феодальна система була чітко структурованою ієрархією, де кожен член суспільства знав своє місце і виконував свої обов'язки в обмін на захист і підтримку.
Економічна основа феодальної системи була заснована на землеволодінні. Земля була головним джерелом багатства і влади, і її розподіл визначав економічні та соціальні відносини.
Цитата: "Феодальне суспільство було аграрним суспільством, де земля була головним джерелом багатства і влади. Володіння землею означало контроль над економічними ресурсами" (Блок, "Феодальне суспільство").
Сільське господарство було основою феодальної економіки. Селяни, зокрема кріпаки, працювали на землях, що належали феодалам, і віддавали частину врожаю як податок або орендну плату. Кріпаки були прикріплені до землі і не мали права її залишати без дозволу свого лорда. Селяни були основною робочою силою в феодальному суспільстві. Вони обробляли землю і забезпечували економічний добробут своїх феодалів.
Феодальне суспільство було в основному натуральним господарством, де виробництво і споживання товарів відбувалися на місцевому рівні. Грошові відносини були обмежені, і більшість торгівлі відбувалася у формі бартеру.
Цитата: "Феодальна економіка була в основному натуральною. Гроші грали обмежену роль, а більшість торгівлі здійснювалася шляхом обміну товарів" (Блок, "Феодальне суспільство").
На вершині соціальної піраміди знаходилася феодальна еліта, до якої входили великі землевласники – герцоги, графи, барони та лицарі. Ця еліта володіла землею і користувалася численними привілеями, зокрема правом на стягнення податків і зборів з підлеглих селян.
Найчисленнішою групою в феодальному суспільстві були селяни, зокрема кріпаки. Вони обробляли землю і сплачували податки своїм феодальним лордам. Життя селян було важким і залежало від доброї волі їхніх господарів.
Церква грала важливу роль у феодальному суспільстві. Вона не тільки була духовним центром, але й володіла великими земельними угіддями і мала значний політичний вплив. Духовенство займало високе місце в соціальній ієрархії і виконувало важливі функції у суспільному житті. Церква контролювала освіту, охорону здоров'я, моральні і етичні норми. Релігія була важливою частиною повсякденного життя і впливала на соціальну поведінку та цінності.
Цитата: "Церква відігравала центральну роль у житті феодального суспільства, контролюючи освіту, моральні і етичні норми" (Блок, "Феодальне суспільство").
Лицарство було ключовим елементом феодальної культури. Лицарі служили своїм сюзеренам як військові службовці і захисники. Лицарський кодекс честі регулював їх поведінку і встановлював високі моральні стандарти.
Цитата: "Лицарство було невід'ємною частиною феодального суспільства. Лицарі служили своїм лордам як військові службовці і захисники, керуючись кодексом честі" (Блок, "Феодальне суспільство").
Цитата: "Церква відігравала центральну роль у житті феодального суспільства, контролюючи освіту, моральні і етичні норми" (Блок, "Феодальне суспільство").
Джерела: Марк Блок. Феодальне суспільство. — К., 2001. — 528 с.]
Людвіг фон Мізес, один з найбільш відомих представників Австрійської школи економіки писав:
У феодальному суспільстві чоловіки ставали багатими завдяки війнам і завоюванням, а також завдяки щедрості суверенного правителя. Біднішали, якщо зазнавали поразки в бою або втрачали милість монарха. У капіталістичному суспільстві чоловіки стають багатими - безпосередньо як виробники споживчих товарів або опосередковано як виробники сировини і напівфабрикатів, обслуговуючи споживачів у великій кількості. Це означає, що чоловіки, які розбагатіли в капіталістичному суспільстві, служать народу.

Ludvig von Mises. On the Manipulation of Money and Credit, pp. 177–78

## Розбіжності в трактуваннях
Феодалізм не був однорідною системою: проблем його визначення і розмаїття варіантів не бракує. Одна з найвпливовіших сучасних підсумкових праць про феодалізм має таку назву «Qu'est-ce que la féodalité?» (Що таке феодалізм?): 
«Феодалізм, у науковому розумінні, можна вважати за сукупність інституцій, які створюють і регулюють обов'язки покори та служіння…однієї вільної людини (васала) іншій вільній людині (сеньйорові), і обов'язки сеньйора захищати й підтримувати свого васала».
Проблема феодалізму досить контроверсійна щодо наявності в історії України і у східних слов'ян, тому що це питання різно інтерпретує західна, у тому числі українська та марксистська історична наука. Згідно з західними істориками, основними рисами феодалізму є інститути васалітету (угода між паном і васалом, що єднає їх обопільними зобов'язаннями та лояльністю) і лену або спадкового землеволодіння (одержаного васалом від пана за несення військових та інших повинностей). Феодалізм почався за післякаролінгського періоду (9—10 ст.) і поза незначними його пережитками, занепав на зламі середньовіччя й новітньої доби.
Значно ширше розуміння феодалізму подає комуно-більшовицька історіографія, яка більше підкреслює його соціально-економічний аспект, аніж інституційно-правний. Згідно з марксизмом, людство пройшло низку суспільно-еконономічних формацій: від первісного через рабовласницький, феодальний і капіталістичний лад — до соціалізму, що в кінцевому висновку має призвести до повного комунізму. Ця схема розвитку мала б бути загалом дійсною для всього людства, хоч допускаються відмінності в еволюції окремих народів; так само можливо, що за певних умов така чи така формація не розвинулася. Наприклад, у германських і слов'янських народів перехід від первісного ладу до феодалізму відбувся без витворення рабовласницької формації. Природу даного ладу визначають спосіб виробництва та заснована на ньому класова структура. Кожна формація, за винятком первісного комунізму й кінцевого соціалізму, визначається наявністю двох основних антагоністичних класів — первісних виробників та панівного класу, який, володіючи засобами виробництва, використовує працю перших. Феодальний лад характеризується натуральним (неринковим) господарством, головно хліборобством. Основними класами феодалізму є напіввільні селяни, прикріплені до землі, та землевласники (аристократія). Експлуатація селян відбувається шляхом неплатної праці (див. Панщина) та несення інших служб, натуральних данин, пізніше й грошової ренти.

## Питання про феодалізм у східних слов'ян
Через брак істотних інститутів феодалізму — васалітету й лену, — історики-немарксисти брали під сумнів наявність феодалізму у східних слов'ян; цієї думки була більшість дореволюційних істориків, включно з М. Грушевським. Радянські історики натомість твердять, що феодальний період на східнослов'янських землях тривав від виникнення Київської Держави в IX—X ст.до скасування кріпатства у 1861 року. Така концепція, висунена Леніном, а згодом розвинена в працях істориків Б. Грекова, С. Юшкова та ін., була догматично прийнята радянською історіографією з 1930-их років.
Радянські історики розрізняють три етапи «руського» феодалізму: рання феодальна монархія (з 9—10 до початку 16 ст.), станово-представницька монархія (16 — друга половина 17 ст.) і абсолютна монархія (з кінця 17 ст.). У стосунку до України радянські історики підкреслюють антифеодальний характер козацьких повстань в 16—17 ст. Велике повстання Хмельницького (1648) ліквідувало на значній частині українських земель володіння польських феодалів і завдало значного удару феодалізму. Проте, феодальні відносини згодом були відновлені в Україні завдяки перетворенню козацької старшини на нову феодальну аристократію та поновному запровадженню кріпацтва. Радянська історіографія застосовує подвійні мірила в оцінці минулого Росії і України: вона прихильно оцінює «прогресивну» роль російських монархів і феодалів у будуванні російської держави і культури, натомість негативно оцінює й очорнює традиційні керівні верстви суспільства України, за винятком тих груп і осіб, що були проросійської орієнтації.
З суто емпіричних причин, всупереч твердженням марксизму, недоцільно визначати ціле тисячоліття історії загальниковим ярликом феодалізму і розтягати його на кожне суспільство, в якому співіснують земельна шляхта та залежне селянство. Щоправда, так само не слід звужувати це поняття, обмежуючи його лише до васалітету. Найвластивішим буде розуміння феодалізму як комплексного явища, у якому об'єднуються різні взаємопов'язані соціально-економічні, політичні, правні й культурні елементи.

### 9-12 століття
Маючи це
на увазі, можна представити такий нарис розвитку та ролі феодалізму в історії України. Русь, очевидно, не була феодальною державою за її початкового періоду (9—10 ст.). її панівна верства складалася не з землевласників, а з рухливих войовників-купців, добробут і життєві умови яких визначали міжнародна торгівля, воєнна здобич та данини (полюддя). Основна маса населення складалася не з кріпаків, а з вільних селян, що жили в родах та племенах. Процес феодалізації почався в Русі-Україні з хрещенням і через релігійні механізми у середині 11 ст. з поселеннями княжої дружини на землі. Одночасно Руська держава почала розпадатися на удільні князівства (уділи). Виникнення багатьох осередків державної влади нагадувало подібний розвиток у Західній Європі дещо раніше. Українсько-руські князі й бояри 12—13 ст. керувалися лицарським етосом, що серед його вартостей на першому місці стояло шукання чести і слави, вірність володареві (зверхникові), боротьба з невірними (степовиками) тощо. Феодальні тенденції найсильніше виявлялися у західному князівстві Галичина (згодом Галицько-Волинській Державі), де сильна і бурхлива боярська верства була під впливом сусідніх польських і угорських аристократій. Однак, не зважаючи на певні аналогії, існували істотні структурні різниці між Руссю-Україною удільного періоду та феодальною Західною Європою. Назагал населення було вільне, хоч було й багато рабів (головним чином полонені) та зростаюча верства напіввільних закупів, що ними ставали переважно через заборгованість. До монгольської навали Русь-Україна мала багато людних міст, населення яких користувалося певними політичними правами, що здійснювалися через віча. Церква на Русі, за візантійською традицією, була менш активна у державних справах від Римської Церкви у Західній Європі.

### 13-16 століття
Якщо суспільно-політичний лад Руської держави періоду Високого середньовіччя слушно вважати власним штибом феодалізму з індивідуальними проявами (в першу чергу суспільними, а не економічними) і широким регіональним різноманіттям, то у Литовсько-Руській частині держави Ягеллонів феодалізм дедалі розгорнувся у класичний, ширший. Таким чином вершина феодального становлення в Україні припадає від середини 14 ст. до 1569, одначе коли на Заході феодалізм уже поступово перетекав у виниклий там капіталізм. У Великому князівстві Литовському під владою великого князя існувала ціла ієрархія князів та княжат, вельмож і магнатів некняжого роду (баронів, за латинськими джерелами) і земельних бояр, згодом названих шляхтою. Князі й магнати були майже незалежними в управлінні своїх володінь й очолювали власні військові з'єднання під час походів та опановували високі посади в державі. Шляхетські маєтки несли чималі зобов'язання військової служби. У нагороду за службу шляхта одержала впродовж 15 ст. ряд привілеїв, що їм забезпечували права власності, звільнення від податків та інші пільги, участь в органах земського управління. Ці права були закріплені у земських уставах, а пізніше скодифіковані в Литовських Статутах.
Своєрідним явищем Великого Князівства було те, що його аристократія і шляхта поділялися на римо-католицьку литовську та православну руську (білорусько-українську) групи. Остання була в більшості, але перша постала вагоміша у Вільні і центральному уряді. Конституційно Литовсько-Руська Держава розвинулася у феодально-парламентарну систему остаточно, як майже всі європейські королівства. Провідним органом була Пани-Рада, з якою великий князь ділив владу, вона його заміняла за його відсутности (коли, як польський король, він перебував поза Великим Князівством). На початку 16 ст. виникли земські соймики, які почали посилати обраних депутатів до Вільни, утворюючи таким чиному другу палату — Сойм. Важливі міста здобули за німецьким зразком міську самоуправу на базі Магдебурзького права. Але й міста були виключені з державного управління, що було загальним явищем у Східній Європі. Розмежування між нижчим боярством і селянами спершу було пливке, але поступово окреслювалося чіткіше. Селяни підпали під юрисдикцію землевласників і були зведені до залежного стану.
Люблінську унію 1569 можна вважати закінченням феодального періоду, у властивому розумінні, в історії України. Унія створила зфедеровану польсько-литовську Річ Посполиту і передала українські землі з-під литовської влади під владу польської корони. Система шляхетської демократії, введена в Україні, була в основному нефеодальною у її інституційно-правних і політичних аспектах; вона включала рівноправність усіх шляхтичів (тобто скасування феодальної ієрархії) і звільняла шляхту від її службових обов'язків. Шляхта Речі Посполитої втратила свій військовий характер і стала верствою сільськогосподарських підприємців. Великі землевласники і середня шляхта в погоні за прибутками продукували на експорт. Цей перехід від прожиткової економіки до орієнтованої на ринок сільськогосподарської продукції призвів до посилення панщини і до організації плантаційного типу фільваркового господарства. Деякі історики вважають і цю «другу кріпаччину» за форму феодалізму. Але вживання цього терміну не повинно закривати істотної різниці між середньовічним феодалізмом і фільварковим господарством, пов'язаним з закріпаченням, характерним для ранньої нової доби Східної Європи.

### 17-18 століття
Належить зробити деякі зауваження у зв'язку з феодалізмом щодо суспільного розвитку в Україні в 17—18 ст. Хоч одною з причин повстання 1648 було поширене соціальне невдоволення у Речі Посполитій, проте Хмельниччина була далеко не тільки антифеодальним селянським бунтом, але громадянською війною в Речі Посполитій, а пізніше національною боротьбою українського народу за окрему державу, у якій брали участь усі прошарки населення, за винятком здебільшого магнатерії і прихильників зразку традиційної Республіки. Запорозьке Військо було ядром, навколо якого гуртувалися селяни і міщани, що до них приєдналася значна частина православної дрібної шляхти. Гетьманська Держава, яка виникла у висліді революції Хмельницького, не була за своєю суспільною структурою ані феодальною, ані, очевидно, «буржуазно-демократичною». Її можна розглядати як відміну станового корпоративного суспільного ладу, прикметного для Європи 17 ст. Самобутнім для України було пристосування козацької військової організації, яка виникла в умовах степового прикордоння, до вимог цивільного суспільного життя. Соціальні прошарки Гетьманщини, або стани, складалися з козацької старшини (яка абсорбувала чимало шляхтичів Речі Посполитої), з рядових козаків (класа хліборобів-войовників), міщан (до яких далі стосувалося Магдебурзьке право) та посполитих селян. Суспільна диференціація стала виразнішою після Б. Хмельницького, а на другу пол. 17 ст. припадав вияв чималих класових антагонізмів. Однак становище селянства в Гетьманщині було краще, ніж у будь-якій іншій країні Східної Європи того часу; воно було особисто вільне і могло володіти землею. Самобутній розвиток України зазнав великих змін упродовж 18 ст. у висліді натиску та інтервенцій Рос. Імперії. Це викликало між іншим й економічну руїну українських міст та постійне погіршення становища селян. Остаточне скасування автономії України 1783 збіглося з відновленням кріпацтва.
Починаючи з кінця 18 ст., суспільний лад в Україні був пристосований до панівної системи у Росії. Якщо мова про суть цієї системи, то радянські історики визначають її як «феодальну». Проте цього погляду не поділяють нерадянські історики. Елементи феодалізму, що існували на території північно-східної Русі, пізнішої Росії, за удільного періоду (12—14 вв.), були придушені й усунені з виникненням Московської держави.
Велике Князівство, пізніше Царство Московське, в 15—17 ст. розвинулося в патримоніальне самодержавство, що скорше нагадувало орієнтальні деспотичні держави (наприклад, Османську імперію), аніж європейські феодальні монархії. Особливостями московської системи були: брак забезпечення особистих прав і права власності, відсутність автономних корпоративних з'єднань і цілковите підкорення всіх соціальних груп, включно з «служилим дворянством», необмеженій владі і сваволі царя. Реформи Петра І надали Росії фасаду тогочасних європейських абсолютних монархій, але не змінили патримоніальної суті системи. Якщо питання про суспільно-політичного характер уладу Московської держави та Російської імперії може ще бути дискусійним, то дві тези можна уважати задовільно доведеними: 1) суспільний розвиток України впродовж 400 років, під час литовського, польського і козацького періодів, був значно відмінним від розвитку в Московії-Росії; 2) приєднання України до російської держави мало переважно шкідливі й регресивні наслідки для суспільних відносин українського народу.

## Історичний внесок
Феодалізм глибоко вплинув на життя церкви і значно ослабив центральну церковну владу. Він надав великої влади місцевим можновладцям і віддав духівництво на їхню ласку.
Феодалізм залишив глибоку спадщину в західній культурі. Він сформував мову і манери, визначив ставлення до власності, до панування закону і до відносин між державою та індивідом. Водночас його наголос на договорі, на рівновазі між правами і обов'язками породив велику зацікавленість у взаємній довірі та дотриманні слова. Ці риси феодалізму мали вплив, який далеко виходив за вузькі межі військової служби та земельних відносин.